# دولووو (پانچوو)
دولووو (به صربی: Dolovo) یک منطقهٔ مسکونی در صربستان است که در پانچفو واقع شده‌است. دولووو ۱۱۷٫۱۷ کیلومتر مربع مساحت و ۶٬۱۴۶ نفر جمعیت دارد.